# Тардавка
Тарда́вка (рос. Тардавка; башк. Тарҙау) — село (у минулому присілок) у складі Білокатайського району Башкортостану, Росія. Входить до складу Тардавської сільської ради.
Населення — 89 осіб (2010; 136 у 2002).
Національний склад:
- росіяни — 56 %
- башкири — 34 %